# Shennongjia Feng
Shennongjia Feng (chinesisch 神農架峰 ‚Shennongjia-Gipfel‘) ist ein 104 m hoher Hügel an der Ingrid-Christensen-Küste des ostantarktischen Prinzessin-Elisabeth-Lands. Er ragt unmittelbar südlich der russischen Progress-Station an der an die Dålkøy Bay angrenzenden Ostküste der Halbinsel Xiehe Bandao in den Larsemann Hills auf.
Chinesische Wissenschaftler benannten ihn 1990. Namenspatin ist offenbar die Region Shennongjia in China.